# Matopo actinophora
Matopo actinophora är en fjärilsart som beskrevs av George Francis Hampson 1909. Matopo actinophora ingår i släktet Matopo och familjen nattflyn. Inga underarter finns listade i Catalogue of Life.